# Julius Wedel-Heinen
Julius Christian Friderich Wedel-Heinen (22. juni 1814 på Kærsgård – 7. marts 1887 på Elvedgård) var en dansk gehejmeråd og hofchef. Han var far til bl.a. Amalie og Theodor Wedel-Heinen.

## Biografi
Han var søn af kammerjunker, byfoged i Middelfart Anders Claus Wedel-Heinen (4. maj 1791 – 21. oktober 1857) til Kærsgård og 1. hustru Elisabeth f. von Krogh (12. juli 1794 – 14. januar 1845), blev student fra Sorø Akademi 1833, cand.jur. 1840, derefter fuldmægtig hos stiftamtmand Carl Emil Bardenfleth i Odense, volontær i Kabinetssekretariatet 1841 og hofjunker, kancellist 1842, kammerjunker 1843, kommitteret i Generalpostdirektionen 1845, kammerherre 1851, overpostamtsdirektør i Hamborg 1857, hvorfra han kort før 2. Slesvigske Krigs udbrud 1863 kaldtes tilbage til København som hofchef hos enkedronning Caroline Amalie, hvilken stilling han beklædte til hendes død 1881, hvorefter han udnævntes til gehejmekonferensråd.
Fra 1863 var han Kommandør, fra 1871 Storkors af Dannebrogordenen. Ifølge testamentarisk bestemmelse af hans faders fætter, konferensråd Lauritz Schebye Vedel Simonsen blev han ved dennes død 1858 ejer af Elvedgård, hvor han tilbragte sine sidste år til sin død, 7. marts 1887.
Han blev gift 5. september 1847 med Bertha Catharina komtesse Petersdorff (6. december 1823 – 8. juni 1895), datter af greve Gregers Christian Frederik von Petersdorff til Grevskabet Roepstorff og Louise Nicoline f. Schouboe. Under forhold, der ikke altid var lette, varetog han sine embeder med sjælden flid og samvittighedsfuldhed.